# BMX Kidz
BMX Kidz è un videogioco di BMX pubblicato nel 1987-1988 per gli home computer Amstrad CPC, Commodore 64 e ZX Spectrum dalla Firebird nella linea economica Silver.

## Modalità di gioco
Si controlla un ciclista attraverso percorsi rettilinei, con numerose rampe di terra a diverse altezze. La visuale è in 2,5D di lato, a scorrimento orizzontale verso destra, e ha evidente somiglianza con Excitebike.
Si gareggia in simultanea contro avversari controllati dal computer (5 alla volta su C64 e Spectrum, 3 su Amstrad). Ci sono in tutto 6 livelli e lo scopo di ogni gara è tagliare il traguardo entro il tempo massimo arrivando tra le prime posizioni, altrimenti la partita termina. Dopo il primo livello però è anche necessario effettuare un certo numero di acrobazie, richiesto prima della partenza, lungo il tragitto.
Il ciclista è sempre rivolto a destra e può variare la velocità e spostarsi di lato, ossia variare la posizione verticale rispetto allo schermo. Può impennare o, quando sta salendo su una rampa, saltare. Quando si trova in aria per un salto può regolare l'angolazione rispetto al terreno e, se la ruota davanti è in alto, compiere un'acrobazia. L'atterraggio dovrà essere con il giusto assetto altrimenti, oltre a subire danni, l'acrobazia non conta.
La resistenza della bicicletta è rappresentata da un numero di raggi (spoke), che viene ridotto in caso di collisione con gli altri ciclisti, oppure quando si atterra malamente o si impenna con tempismo sbagliato. L'energia del ciclista è rappresentata da una barra che diminuisce gradualmente pedalando; se scende molto, si riduce la velocità massima a cui si può andare. 
Lungo il percorso si possono raccogliere lattine di bibita che ricaricano l'energia e ruote saltellanti che ricaricano i raggi. Le ricariche possono essere raccolte anche dagli avversari se le raggiungono prima del giocatore. Sia i raggi sia l'energia, se esauriti, causano la sconfitta.

## Colonna sonora
La versione per Commodore 64 è l'unica dotata di musica introduttiva, composta da Rob Hubbard e contenente suono di batteria digitalizzato, inoltre è presente un minimo di voce digitalizzata ("G-g-g-g-go!"). Il finlandese Jori Olkkonen ha composto invece la musica della schermata dei migliori punteggi.

## Accoglienza
BMX Kidz per Commodore 64 ricevette una buona accoglienza da alcune riviste di settore europee, tra cui la tedesca Aktueller Software Markt che arrivò a considerarlo un hit e Zzap! che gli diede un voto complessivo del 79%. Altre riviste diedero giudizi più ordinari, ma comunque sufficienti. Gran parte delle riviste citate dimostrarono particolare apprezzamento per il sonoro realizzato da Rob Hubbard, tra cui Zzap! che assegnò un voto specifico al sonoro del 92%.
La conversione per ZX Spectrum ebbe meno fortuna con la critica. Alcune riviste diedero giudizi medi, tra cui MicroHobby che fu molto negativa sulla mancanza di originalità. Your Sinclair valutò BMX Kidz decisamente male (voto 3/10) a causa di controlli non reattivi, grafica confusionaria e assenza della musica che aveva avuto successo sul C64.